# Eriotheca sclerophylla
Eriotheca sclerophylla är en malvaväxtart som först beskrevs av Adolpho Ducke, och fick sitt nu gällande namn av M.C.Duarte och G.L.Esteves. Eriotheca sclerophylla ingår i släktet Eriotheca och familjen malvaväxter. Inga underarter finns listade i Catalogue of Life.